# 莫纳斯特尔希纳农村居民点
莫纳斯特尔希纳农村居民点（俄语：Монастырщинское сельское поселение）是俄罗斯联邦沃罗涅日州博古恰尔区所属的一个农村居民点。其下辖有1个居民点，行政中心为莫纳斯特尔希纳。据2016年统计，该农村居民点的人口为1104人。